# شلون-دراتوو
شلون-دراتوو (به آلمانی: Schloen-Dratow) یک شهر در آلمان است که در Seenlandschaft Waren واقع شده‌است. شلون-دراتوو ۸۴۵ نفر جمعیت دارد.